# Camptotypus vipioides
Camptotypus vipioides là một loài tò vò trong họ Ichneumonidae.